# Kerling-lès-Sierck
Ne doit pas être confondu avec Kerlingen.
Kerling-lès-Sierck est une commune française située dans le département de la Moselle, en région Grand Est.

## Géographie
| Hunting  | Rettel, Sierck-les-Bains | Montenach    |
| Malling  | Kerling-lès-Sierck       | Kirschnaumen |
| Oudrenne | Monneren                 | Laumesfeld   |

### Écarts et lieux-dits
- Freching
- Haute-Sierck.

### Hydrographie
La commune est située dans le bassin versant du Rhin au sein du bassin Rhin-Meuse. Elle est drainée par le ruisseau le Hoellenbach, le ruisseau le Klarweis, le ruisseau le Mandel, le ruisseau le Schammel et le ruisseau le Veierbach.

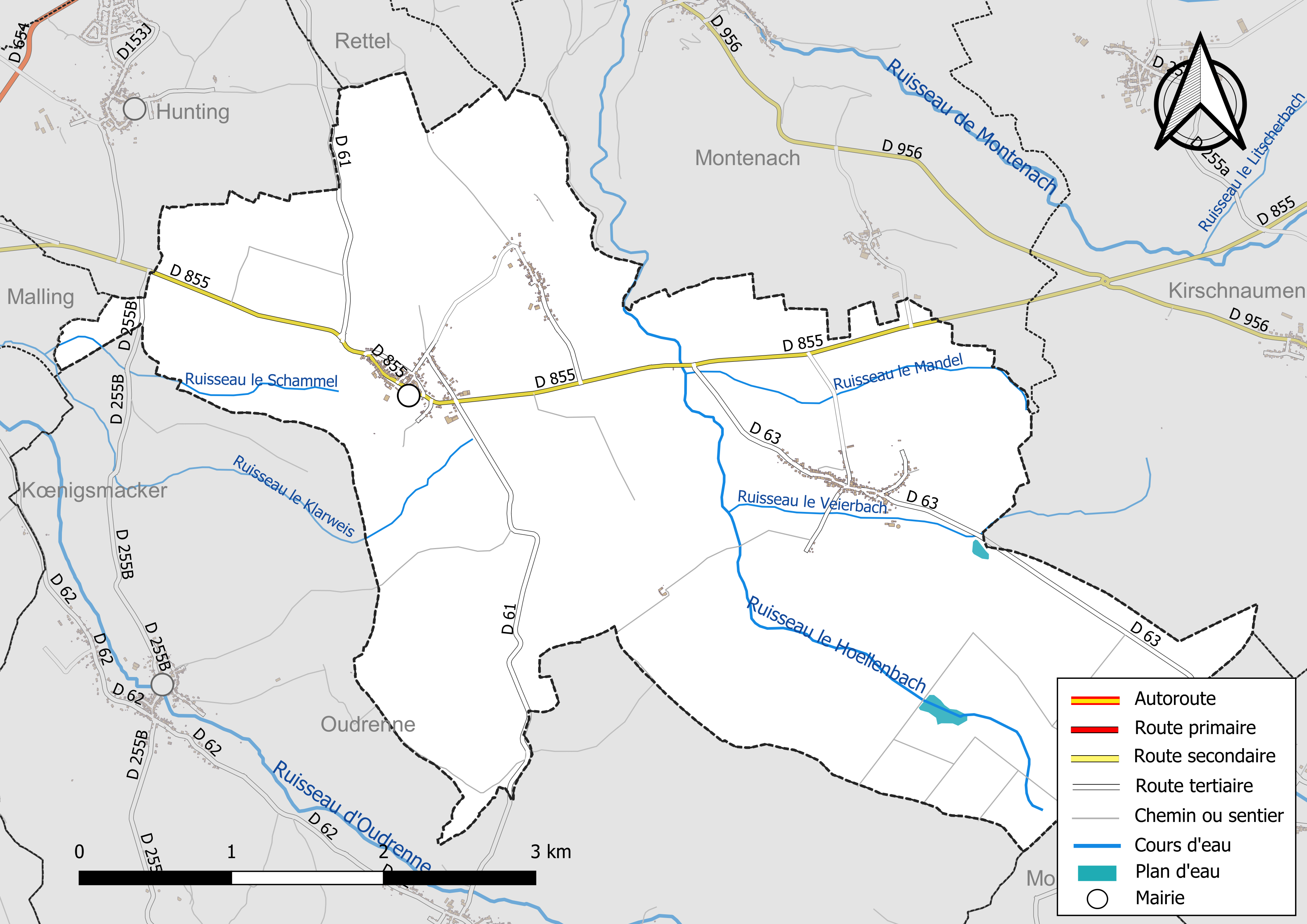
Réseaux hydrographique et routier de Kerling-lès-Sierck.

### Climat
Pour des articles plus généraux, voir Climat du Grand Est et Climat de la Moselle.
En 2010, le climat de la commune est de type climat des marges montargnardes, selon une étude du Centre national de la recherche scientifique s'appuyant sur une série de données couvrant la période 1971-2000. En 2020, Météo-France publie une typologie des climats de la France métropolitaine dans laquelle la commune est exposée à un climat semi-continental et est dans la région climatique  Lorraine, plateau de Langres, Morvan, caractérisée par un hiver rude (1,5 °C), des vents modérés et des brouillards fréquents en automne et hiver. 
Pour la période 1971-2000, la température annuelle moyenne est de 9,4 °C, avec une amplitude thermique annuelle de 16,9 °C. Le cumul annuel moyen de précipitations est de 844 mm, avec 12,7 jours de précipitations en janvier et 9,6 jours en juillet. Pour la période 1991-2020, la température moyenne annuelle observée sur la station météorologique de Météo-France la plus proche, « Malancourt », sur la commune d'Amnéville à 21 km à vol d'oiseau, est de 10,2 °C et le cumul annuel moyen de précipitations est de 884,1 mm. 
La température maximale relevée sur cette station est de 39,3 °C, atteinte le 25 juillet 2019 ; la température minimale est de −17,9 °C, atteinte le 5 janvier 1985,,. 
Les paramètres climatiques de la commune ont été estimés pour le milieu du siècle (2041-2070) selon différents scénarios d'émission de gaz à effet de serre à partir des nouvelles projections climatiques de référence DRIAS-2020. Ils sont consultables sur un site dédié publié par Météo-France en novembre 2022.

## Urbanisme

### Typologie
Au 1er janvier 2024, Kerling-lès-Sierck est catégorisée commune rurale à habitat dispersé, selon la nouvelle grille communale de densité à sept niveaux définie par l'Insee en 2022.
Elle est située hors unité urbaine. Par ailleurs la commune fait partie de l'aire d'attraction de Luxembourg (partie française), dont elle est une commune de la couronne,. Cette aire, qui regroupe 115 communes, est catégorisée dans les aires de 700 000 habitants ou plus (hors Paris),.

### Occupation des sols
L'occupation des sols de la commune, telle qu'elle ressort de la base de données européenne d’occupation biophysique des sols Corine Land Cover (CLC), est marquée par l'importance des territoires agricoles (54,5 % en 2018), une proportion sensiblement équivalente à celle de 1990 (54,7 %). La répartition détaillée en 2018 est la suivante : 
forêts (42,5 %), terres arables (40,5 %), prairies (14 %), zones urbanisées (3 %). L'évolution de l’occupation des sols de la commune et de ses infrastructures peut être observée sur les différentes représentations cartographiques du territoire : la carte de Cassini (XVIIIe siècle), la carte d'état-major (1820-1866) et les cartes ou photos aériennes de l'IGN pour la période actuelle (1950 à aujourd'hui).

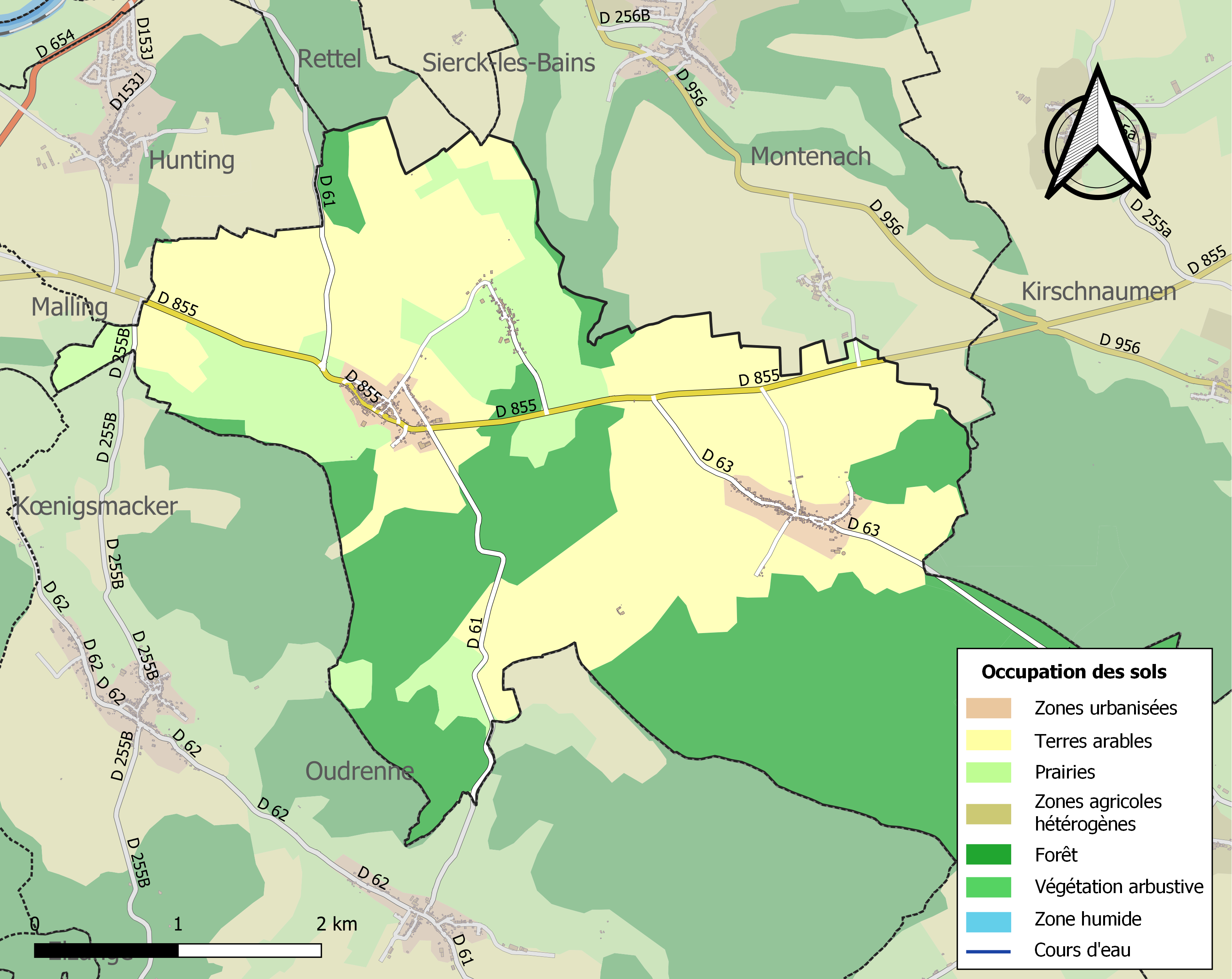
Carte des infrastructures et de l'occupation des sols de la commune en 2018 (CLC).

## Toponymie

### Nom de la commune
- Kerling-lès-Sierck : Crellingon (874), Cherlingen (1084), Kerkelingen (1115), Karlenges (1139), Kirlinga (XIIIe siècle), Kirling (1220), Kerlange et Keldange (1295), Kerlinga et Kelinga (1456), Kerlenga (1526), Kerlingen (1594), Kelrlingen (XVIIe siècle), Querlin (1681), Kirling (1686), Kerling (1793), Kerlingen (1871-1918 et 1940-1944), Kerling-lès-Sierck (1955). En francique lorrain : Kiirléngen, Kierléngen et Kerléngen.
- Haute-Sierck : Udensirck (1594), Udensircq (XVIIe siècle), Ouden-Sierck (1645-1676), Audesir (1656), Odensierk (1681), Audensierck (1686), Haudensirk (1715), Audensirck et Audensrik (1717), Sierques-Haut (1724), Adensirque (1756), Ober Sierck (1941-1944). En Francique lorrain : Audesirk[13], Auderseréck et Auder-Seréck.
- Freching : Frichingen (1594), Freichingen (1681), Frechingen, (1717), Friching (1722), Freichen (1744), Freischingen et Frichingen (1756), Freking (carte Cassini), Fréching ou Freischingen (1825), Freckingen (1941-1944). En allemand: Frückingen[13]. En francique lorrain : Freschéngen et Frechéngen.

### Sobriquet
Sobriquets anciens désignant les habitants de la commune:
- Di Kiirlénger Wandjhangen (les fanfarons de Kerling).
- Di Frechénger Blatzkoddern (les matous de Freching).
- Di Audersërécker Hunnereiter (les chevaucheurs de coqs de Haute-Sierck).

## Histoire
- Dépendait à partir de 1661 (traité de vincennes) de l'ancienne province des Trois-Évêchés, dans l'archevêché de Trèves. Fief mouvant de la prévôté et du domaine de Sierck. Faisait partie du comté de Hombourg en 1701.
- Vieux domaine du chapitre de Saint-Cunibert de Cologne, passé à l'abbaye de Saint-Arnoul de Metz.

## Politique et administration
| Période                                  | Période   | Identité          | Étiquette | Qualité |
| ---------------------------------------- | --------- | ----------------- | --------- | ------- |
| Les données manquantes sont à compléter. |           |                   |           |         |
| mars 1983                                | mars 1995 | Fernand Berger    |           |         |
| mars 1995                                | mars 2008 | Louis Berger      |           |         |
| mars 2008                                | mai 2020  | Jean-Michel Hirtz | UDI       |         |
| mai 2020                                 | En cours  | Guy Hochard       |           |         |

## Démographie
L'évolution du nombre d'habitants est connue à travers les recensements de la population effectués dans la commune depuis 1793. Pour les communes de moins de 10 000 habitants, une enquête de recensement portant sur toute la population est réalisée tous les cinq ans, les populations de référence des années intermédiaires étant quant à elles estimées par interpolation ou extrapolation. Pour la commune, le premier recensement exhaustif entrant dans le cadre du nouveau dispositif a été réalisé en 2008.

En 2022, la commune comptait 608 habitants, en évolution de +7,61 % par rapport à 2016 (Moselle : +0,52 %, France hors Mayotte : +2,11 %).
| 1793 | 1800 | 1806 | 1821 | 1836 | 1841 | 1861 | 1866 | 1871 |
| ---- | ---- | ---- | ---- | ---- | ---- | ---- | ---- | ---- |
| 398  | 313  | 372  | 624  | 807  | 825  | 831  | 827  | 803  |

| 1875 | 1880 | 1885 | 1890 | 1895 | 1900 | 1905 | 1910 | 1921 |
| ---- | ---- | ---- | ---- | ---- | ---- | ---- | ---- | ---- |
| 688  | 718  | 664  | 647  | 652  | 596  | 614  | 597  | 536  |

| 1926 | 1931 | 1936 | 1946 | 1954 | 1962 | 1968 | 1975 | 1982 |
| ---- | ---- | ---- | ---- | ---- | ---- | ---- | ---- | ---- |
| 484  | 439  | 445  | 389  | 400  | 483  | 447  | 422  | 408  |

| 1990 | 1999 | 2006 | 2008 | 2013 | 2018 | 2022 | - | - |
| ---- | ---- | ---- | ---- | ---- | ---- | ---- | - | - |
| 384  | 439  | 493  | 508  | 535  | 592  | 608  | - | - |

## Culture locale et patrimoine

### Lieux et monuments
- Possédait un prieuré en 1088 dont le voué était le duc de Lorraine. Disparition du prieuré vers 1450.
- Église paroissiale Saint-Jean-Baptiste néo-gothique, construction  1re moitié XIXe siècle, reconstruite en 1900.
- Chapelle Saint-Joseph, à Freching, construite en 1887.
- Chapelle Saint-Nicolas, à Haute-Sierck, construction 1re moitié XIXe siècle.

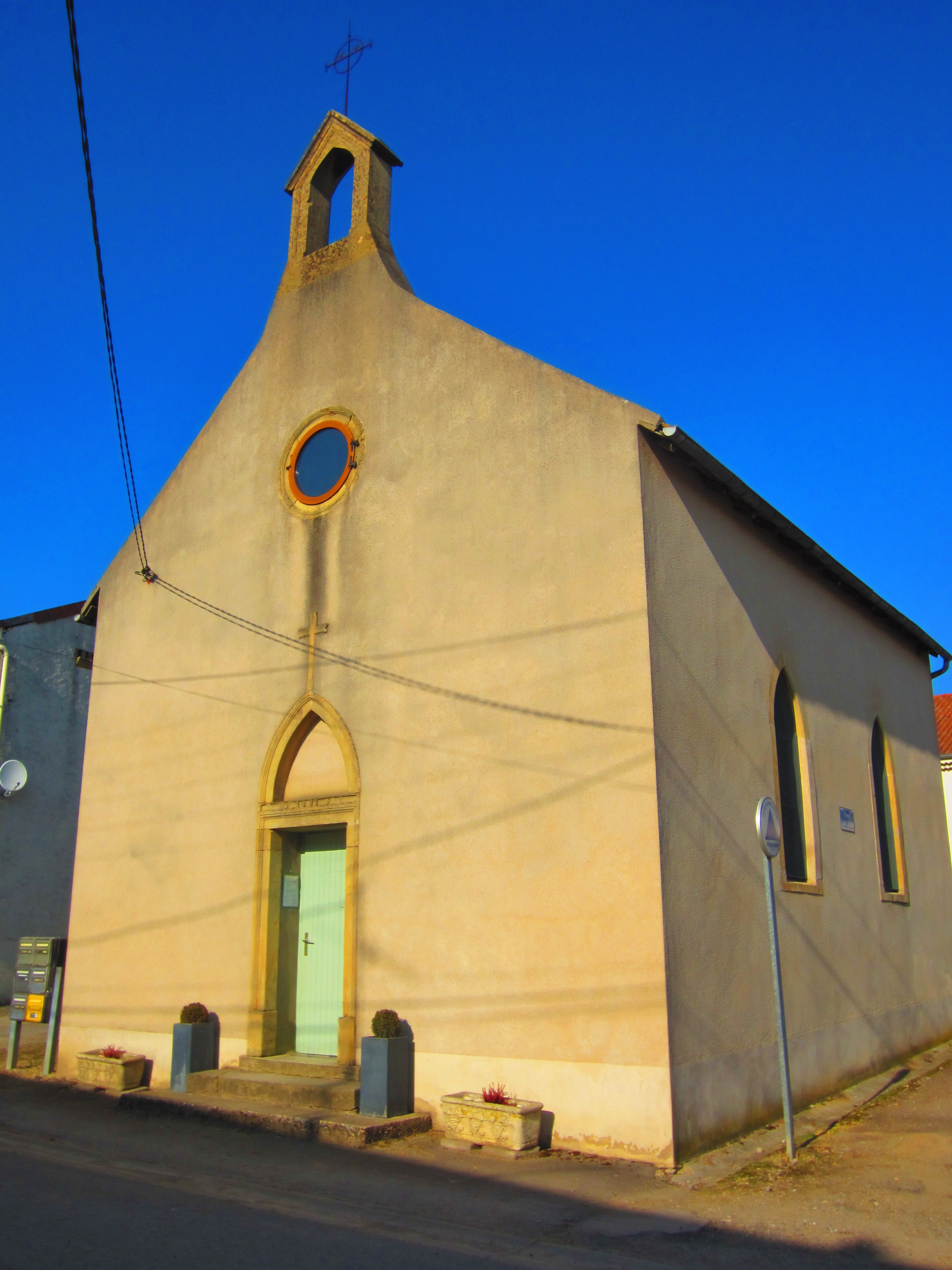
Chapelle Saint-Joseph à Freching.
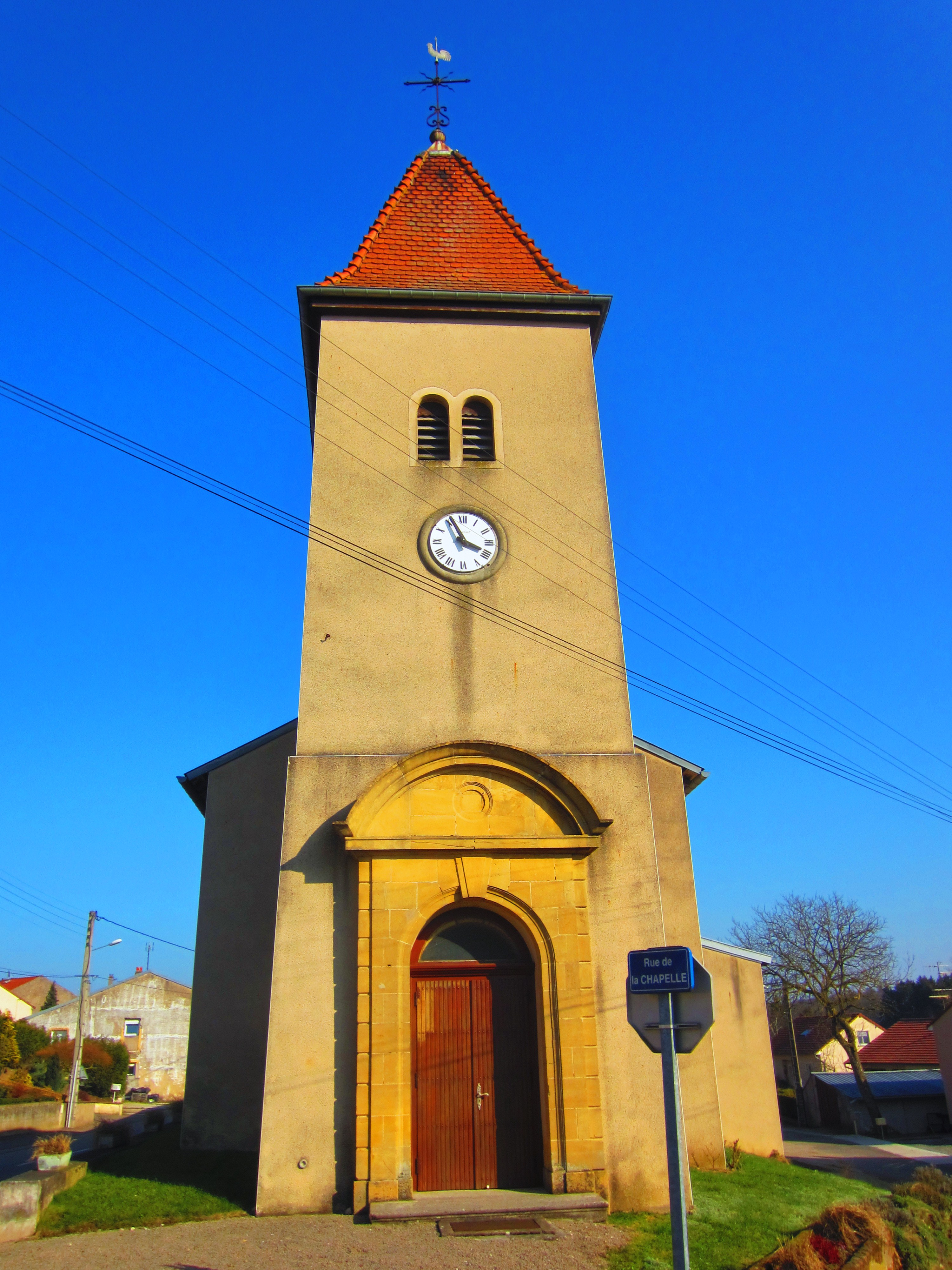
Chapelle Saint-Nicolas à Haute-Sierck.

## Pour approfondir